# Carnaval Jaujino
El Carnaval Jaujino es una festividad tradicional peruana que se celebra anualmente, en la provincia de Jauja, ciudad de Jauja, departamento de Junín, Perú. Es un acontecimiento multifacético y rico en simbolismo que integra tradición, identidad social y responsabilidad ambiental, reflejando las costumbres, el orgullo y la historia de Jauja en cada una de sus actividades. Siendo una de las celebraciones más representativas de la zona, fue declarada Patrimonio Cultural de la Nación en el 2018 por el Ministerio de Cultura del Perú, en reconocimiento a su valor histórico, cultural y social.

## Origen y significado
El Carnaval Jaujino tiene parte de sus raíces en la época prehispánica, sin embargo, es claro que dentro de esta festividad se manifiesta el sincretismo cultural al que las tradiciones prehispánicas se sometieron, ya que en esta se evidencian elementos coloniales propios de Europa. 
Los antecedentes del carnaval, documentados en fuentes históricas como el diario local "El Porvenir," se remontan al siglo XX, registrando la evolución de esta celebración.El Carnaval Jaujino es también un espacio de intercambio social, donde se realizan actividades vinculadas a la fecundidad y la abundancia agrícola, reflejando la relación entre el ser humano y la naturaleza, especialmente a través de símbolos de la cosecha y el ganado. Dentro de la cosmovisión andina esta festividad buscaba celebrar la fertilidad de la tierra y la abundancia de las cosechas, además de rendir homenaje a las divinidades andinas que influyen en el ciclo agrícola.
Con la llegada de los españoles, el carnaval adoptó elementos del catolicismo, adaptando un carácter más romántico y de cortejo —propio de los carnavales europeos—fusionando así la cultura indígena con la europea en una celebración que actualmente mezcla ritos ancestrales con expresiones religiosas y festivas.

## Actividades
Aunque no tiene una fecha fija, esta festividad se realiza 40 días antes de la Semana Santa, entre febrero y marzo de cada año, de acuerdo al calendario lunar, coincidiendo con los carnavales en otras regiones del Perú y del mundo. Sin embargo, el Carnaval Jaujino se distingue por su carácter único y sus costumbres locales.

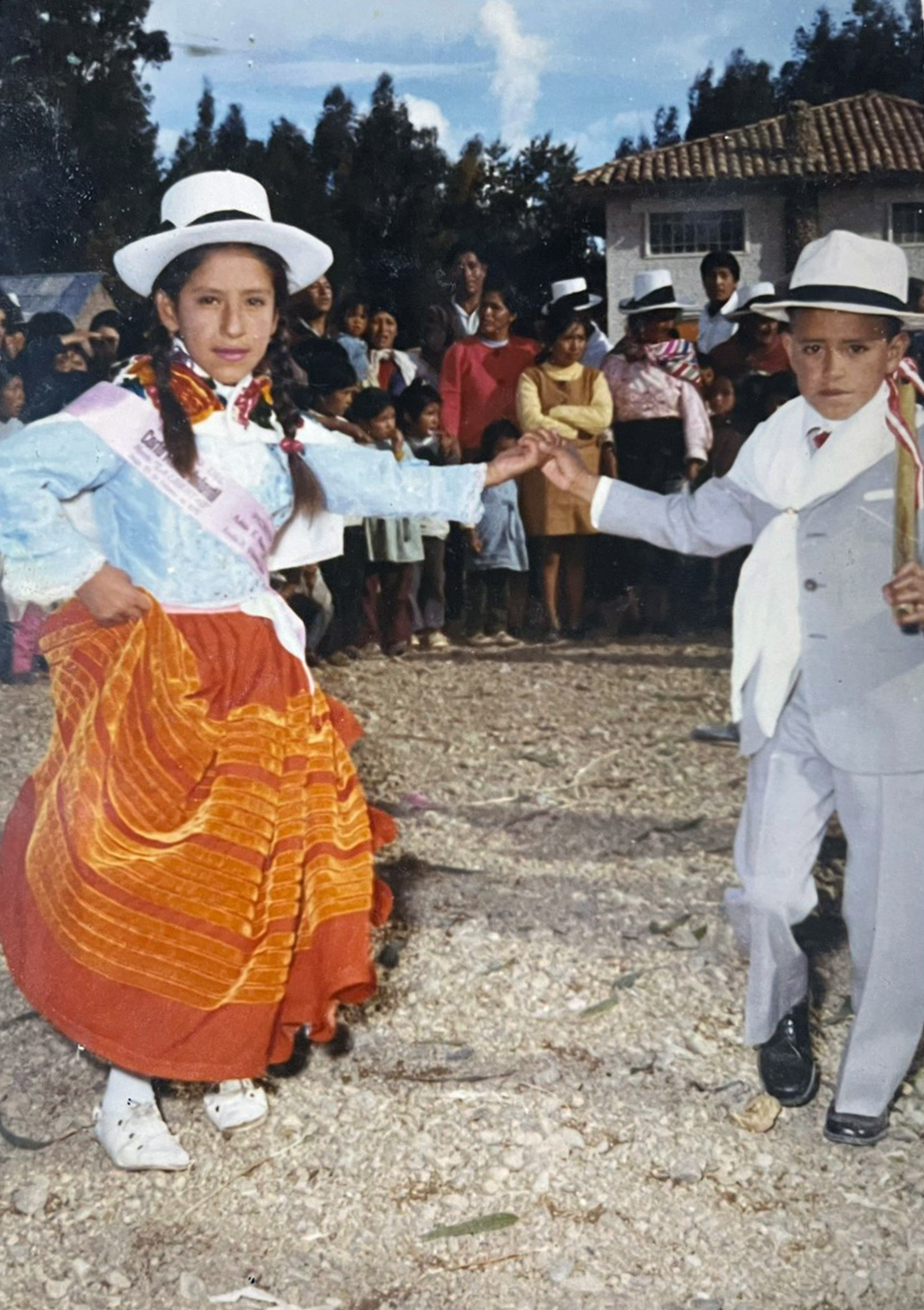
Jilo Cuchuy o Cortamonte Infantil

Su celebración incluye varias actividades interrelacionadas, destacándose por su simbolismo y tradiciones que han pasado de generación en generación.
1. En el primer día, la "Calixtrada" [5]o "entrada del Rey Momo", una sátira social donde un personaje, Calixto, recorre la ciudad emitiendo órdenes y ridiculizando a las autoridades.
2. El segundo día se presenta el desfile de comparsas, con cada barrio representado por su reina y grupos de bailarines que cantan y regalan obsequios a los espectadores.
3. El tercer día, el "Jilo Huantuy" (corte del árbol), comienza con un desayuno ceremonial y la preparación del corte y traslado del árbol hacia el barrio, seguido de la costumbre del encuentro entre hombres y mujeres llamado "Tinkunakuy," en donde se juega con agua, harina y colores en un ambiente de diversión y cortejo. Posteriormente, se realiza el "Shajteo," un picnic colectivo en el que se comparte comida y bebida en comunidad.
4. El cuarto día, la culminación del carnaval, ocurre con el evento principal, el "Jilo Cuchuy," más conocido como el "cortamonte". En esa ceremonia, un árbol previamente plantado de manera ceremonial como eje central de la festividad, es cortado progresivamente por las parejas que bailan a su alrededor. Este ritual, junto a las danzas, la música y la vestimenta tradicional, refleja la estructura social de la ciudad y la integración de los barrios que organizan y participan activamente en el carnaval. Este acto simboliza la unión y el compromiso social de los barrios. Por la noche, el "Montevelay" es una ceremonia a cargo de un alférez que organiza una misa y un agasajo a los participantes.

Desde 2007, el "Sacha Talpuy" complementa la festividad con la plantación de árboles, promovida por la Municipalidad de Jauja para compensar los árboles cortados y reafirmar el compromiso ambiental, fortaleciendo así el vínculo entre la celebración y la naturaleza, en un acto de agradecimiento a la Pachamama.

## Vestimenta
La indumentaria del carnaval jaujino ha ido cambiando y evolucionando a lo largo de la historia, preponderantemente la vestimenta femenina que es la que más cambios ha tenido. En particular, en los colores, como los del faldellín que en su forma tradicional suele tener colores más oscuros y naturales (marrón, negro, etc.) y en su forma de traje de luces tiene colores más llamativos y artificiales. En cuanto a la vestimenta masculina, la mayoría de barrios usan el mismo vestuario, a excepción del barrio Huarancayo que le agrega un poncho como marca distintiva.
Femenina (jaujina)
- Sombrero tradicional
- Monillo
- Lliclla
- Faldellín
- Fustanes
- Pañuelo blanco
- Zapatos de tacón negro

Masculina (jaujino)
- Sombrero tradicional
- Terno
- Pañuelo grande sobre los hombros

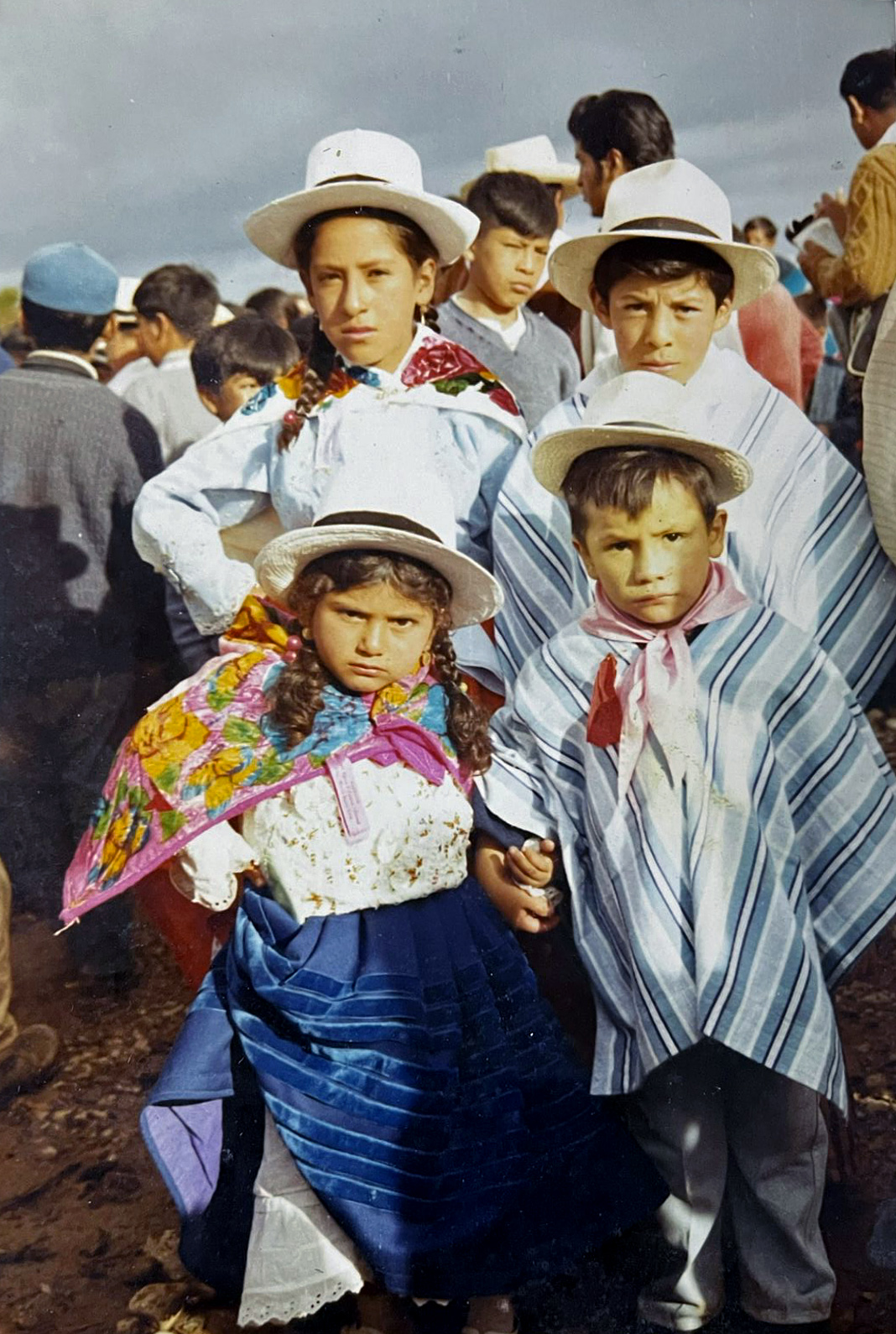
Jilo Cuchuy o Cortamonte Infantil en el Barrio Huarancayo

- Poncho (propio del Barrio Huarancayo)
- Zapatos negros

## Música
La Muliza es un género musical esencial asociado a esta festividad. Este género expresa nostálgicas emociones de amor y tristeza por el alejamiento del ser querido y del hogar, usando un ritmo lento y versos característicos. Fue declarado patrimonio de la nación en el 2014.
Entre los principales compositores e intérpretes destacan Juan Bolívar Crespo, Los Caballeros de Jauja, y el Conjunto Musical Internacional “Sinfonía Junín de Jauja”, que ha sido distinguido como “Personalidad Meritoria de Cultura” por su contribución a la difusión de la música y la cultura de Jauja.
La evolución de la música en el carnaval ha pasado de interpretaciones iniciales con arpa y dos o cuatro músicos a orquestas y grandes bandas de hasta dos docenas de músicos, cuyo número refleja la capacidad económica del padrino. La Muliza y el huayno, son legado de la identidad musical y cultural de los carnavales jaujinos.

## Declaratoria como Patrimonio Cultural de la Nación
El 2018, el Carnaval Jaujino fue declarado Patrimonio Cultural de la Nación por el Ministerio de Cultura del Perú, reconociendo su relevancia como una manifestación de la cultura andina y su contribución a la identidad regional y nacional. Esta declaración tiene como objetivo preservar la tradición y promover su continuidad a través de las generaciones, así como fomentar el turismo cultural en la región.